# Csik Ferenc (úszó)
Csik Ferenc, Lengvári Ferenc (Kaposvár, 1913. december 12. – Sopron, 1945. március 29.) olimpiai bajnok magyar úszó, orvos, lapszerkesztő.

## Élete
Édesapja, Lengvári Ferenc jegyző volt, aki az első világháborúban Szerbiában hunyt el. Csik Ferencet anyai nagybátyja, Csík László MÁV főorvos fogadta örökbe. Ekkor változott a neve Lengváriról Csikra. Édesanyja 1924-ben Keszthelyen nyitott dohányboltot. Így került Csik Ferenc is a városba, ahonnan a premontrei gimnáziumban (a mai Keszthelyi Vajda János Gimnáziumban) szerzett érettségije után elköltözött. Az úszást is itt szerethette meg igazán: testvérével együtt gyakran úszott a Balatonban. 1931-ben a budapesti Pázmány Péter Tudományegyetemen kezdte meg orvostudományi tanulmányait, 1937-ben végzett orvosként. Ezután az egyetem belklinikáján és a MÁV Betegbiztosítónál dolgozott. Házasságából két gyermek született, Ferenc és Katalin. 1943-ban a Testnevelési Főiskolán anatómiát tanított, valamint az Orvosi Közlemények kiadója lett.
1944 októberében kapott katonai behívót. Tartalékos orvos-őrmesterként szolgált Szolnokon, Keszthelyen és Sopronban. A szolnoki kórházat a szovjet csapatok közeledtével vonatra pakolták és így mentek nyugat felé, végül Sopronig jutottak. Márciusban feleségét és két gyermekét Svájcba menekítette, de ő a hivatásának megfelelően maradt a helyén. Március 29-én a bombázás alkalmával kint mentette a sebesülteket és amikor nem jött vissza az óvóhelyre a többiek azt hitték, hogy ő is a családja után ment. Csak később találták meg iratait és holttestét. Orvosi hivatásának teljesítése közben Sopronban egy bombatámadás során vesztette életét. Halála után a légitámadás áldozatait közös sírba temették el Sopronban. 1947-ben exhumálták, és a Keszthely által felajánlott díszsírhelyen a Szent Miklós temetőben örök nyugalomra helyezték (Mauzóleumkert, díszsírhely, bal oldal, 2. sor, 2. sírhely).

### Sportpályafutása
1930-ban a Keszthelyi Törekvés úszója volt. 1931-ben orvostanhallgatóként Budapestre költözött és a BEAC sportolója lett. Edzői kezdetben Bárány István majd Vértesy József voltak. 1932-ben főiskolai bajnok lett. 1933-tól lett a válogatott tagja. Ebben az évben tudta először egy percen belül teljesíteni a 100 méteres gyorsúszást. Az 1934-es Európa-bajnokságon 100 méteres gyorsúszásban és a 4 × 200 méteres gyorsváltóban (Jung, Zábrák, Lengyel, Csik) sikerült nyernie. 1935-ben egy versenyen legyőzte a világrekorder Peter Ficket. 1935-ben 100 méteres gyorsúszásban 57,8 másodperces idővel, 1936-ban a 4 × 200 méteres gyorsváltóban ért el Európa-rekordot.
Az 1936. évi nyári olimpiai játékokon a 100 méteres gyorsúszásban nem őt tartották a legesélyesebbnek, hanem japán és amerikai úszókat, ám mégis ő szerezte meg az olimpiai bajnoki címet. A győzelem után a következőket mondta: „A világ legboldogabb embere vagyok”. A 4 × 200 méteres váltóval bronzérmes lett, teljesítményét az olimpia után a hazai sajtó is kiemelte, sőt, a hazatérő magyar csapat zászlóvivőjének és szóvivőjének is kinevezték a fogadóünnepség alkalmára. 1937-ben és 1938-ban is tagja volt a világrekordot úszó – Zólyomi Gyula, Kőrösi István, Gróf Ödön, Csik Ferenc összeállítású – magyar gyorsváltónak. Pályafutása során összesen tizennyolc magyar bajnoki címet nyert. Az aktív sportolástól 1938-ban vonult vissza.
1939-től részt vett a Bárány István alapította Képes Sport szerkesztésében. 1939 áprilisában Bárány István után rövid időre a magyar úszóválogatott szakvezetője lett. 1940-ben a BEAC főtitkára, 1942-ben a Magyar Úszó Szövetség elnökségi tagja lett.

#### Sporteredményei

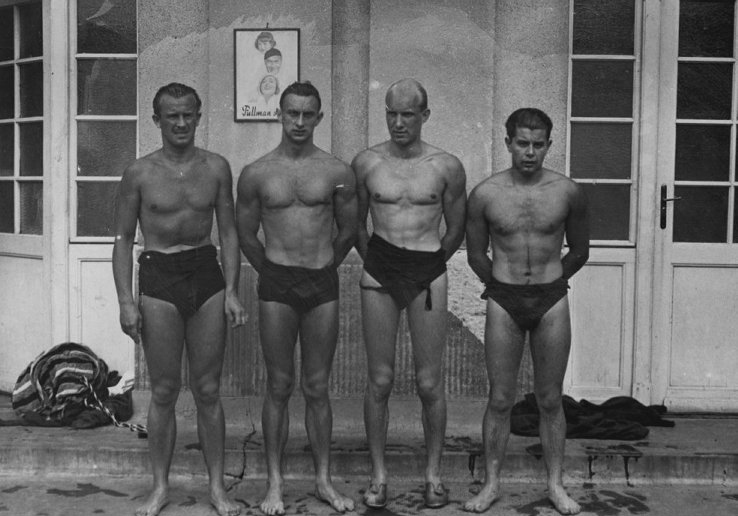
Úszóváltó 1935-ben (balról jobbra): Szabados László, Csik Ferenc, Lengyel Árpád, Gróf Ödön

- olimpiai bajnok (1936: 100 m gyors)
- olimpiai 3. helyezett (1936: 4 × 200 m gyorsváltó)
- kétszeres Európa-bajnok (1934: 100 m gyors, 4 × 200 m gyorsváltó)
- hétszeres főiskolai világbajnok (1935: 100 m gyors, 4 × 200 m gyorsváltó, 3 × 100 m vegyes váltó; 1937: 100 m gyors, 200 m mell, 4 × 200 m gyorsváltó, 3 × 100 m vegyes váltó)
- főiskolai világbajnoki 2. helyezett (1933: 100 m gyors)
- főiskolai világbajnoki 3. helyezett (1933: 50 m gyors)
- a párizsi Grand Prix győztese (1934: 100 m gyors)
- tizennyolcszoros magyar bajnok

#### Rekordjai

##### 100 m gyors
- 57,8 (1935. augusztus 20., Budapest) Európa-csúcs
- 57,0 (1936. május 2., Budapest) országos csúcs (33 m)

##### 200 m gyors
- 2:14,6 (1935. december 12., Budapest) országos csúcs (33 m)
- 2:13,4 (1936. május 10., Budapest) országos csúcs (33 m)

##### 100 m mell
- 1:14,8 (1935. augusztus 31., Budapest) országos csúcs
- 1:14,0 (1935. december 1., Budapest) országos csúcs (33 m)
- 1:11,8 (1936. május 16., Budapest) országos csúcs (33 m)

##### 200 m mell
- 2:52 (1935. december 20., Budapest) országos csúcs (33 m)
- 2:47,5 (1937. április 11., Budapest) országos csúcs (33 m)

## Díjai, elismerései
- Signum Laudis (1935)
- Toldi Miklós Érdemérem arany fokozat (1936)
- A Nemzeti Sport karácsonyi nagydíja (1936)[7]
- Pro patria scientia et sanitate (A hazaért, a tudományért és az egészségért) plakett
- Az Úszó Hírességek Csarnokának tagja (1983)
- Magyar Örökség díj (2005)
- A magyar úszósport halhatatlanja (2017)[8]

## Emlékezete
- Csik Ferenc vándordíj (1948)
- Csik Ferenc sétány Kaposváron
- Csik Ferenc emlékverseny

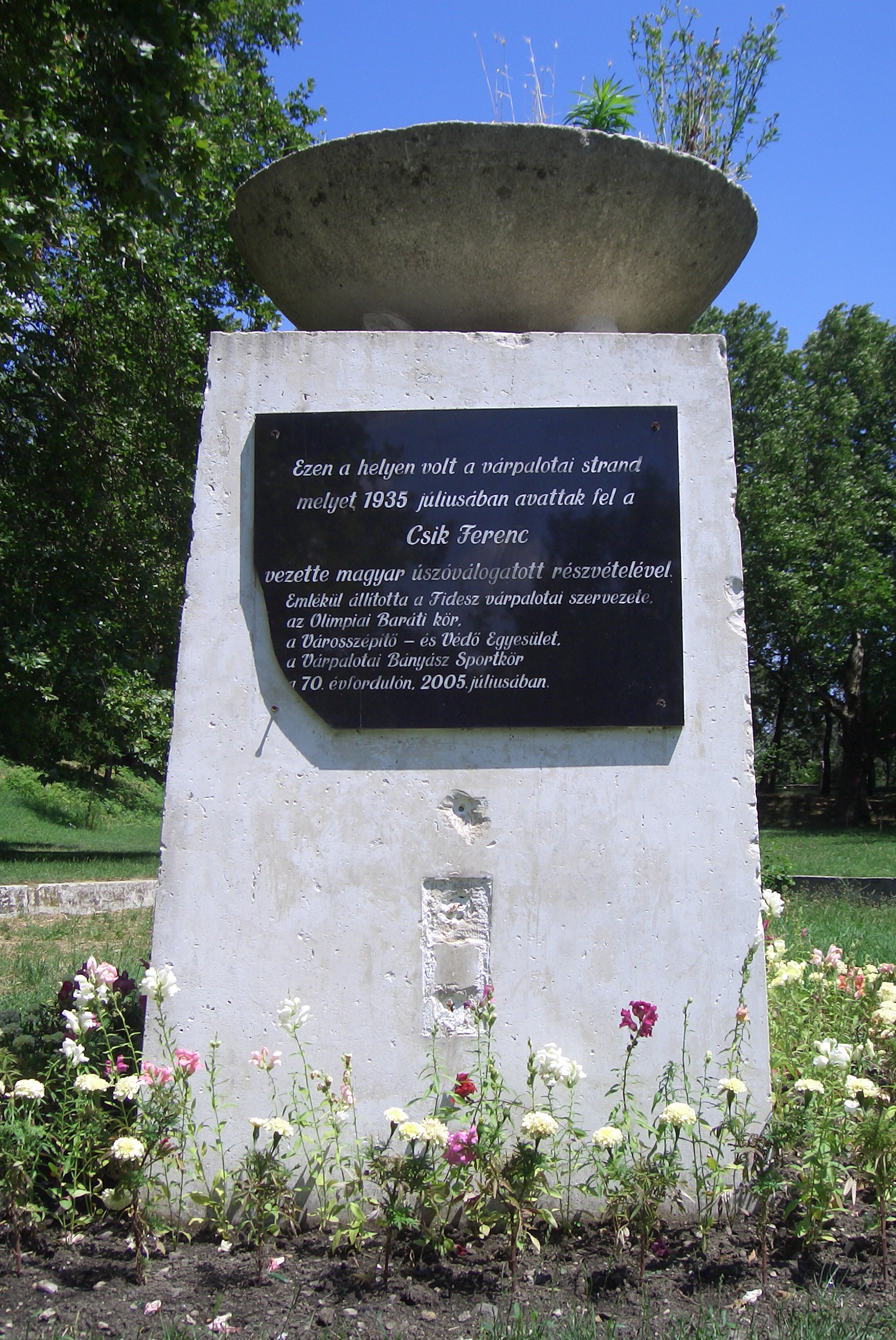
Csik Ferenc és csapata egy 2005-ös várpalotai emléktáblán

- Szobor (Kaposvár, 1936, Lányi Dezső alkotása, ez alapján készült keszthelyi síremléke is)[2]
- Csik Ferenc sétány Keszthelyen (1980)
- Csik Ferenc tornaterem Keszthelyen
- Csik Ferenc Uszoda Sopron (1977–2019)
- Csik Ferenc utca Sopronban
- Emléktábla (Sopron, Budapest: SOTE, Hajós Alfréd sportuszoda, Olimpikonok parkja)
- Csik Ferenc tanterem a budapesti Csanádi Árpád iskolában
- Csik Ferenc általános iskola és gimnázium Budapesten.[9]
- Csik Ferenc-díj
- 2015-ben nagyméretű arcképe felkerült az egyik kaposvári buszra[10]
- Csik Ferenc Tanuszoda Keszthelyen